# 年末ソウル・フラワー祭
年末ソウル・フラワー祭（ねんまつソウル・フラワーさい）は、ソウル・フラワー・ユニオンが毎年12月に開催するイベント。前身のニューエスト・モデル、メスカリン・ドライヴの時代から続いている（1987年から）。
現在までに、MAD GANG、GARLIC BOYS、THE INDEX、ニューロティカ、近藤房之助、ダウン・ホーム・スペシャル、フレデリック、ザ・グルーヴァーズ、頭脳警察、リクオ、フリッパーズ・ギター、THEATRE BROOK、キング・ビーズ、西村茂樹、だいなし、A-MUSIK、シーサーズ、ヒートウェイヴ、喜納昌吉&チャンプルーズ、大工哲弘、東京ビビンパクラブ、梅津和時、ザ・サーフコースターズ、エレファントカシマシ、早川義夫、佐久間正英、UNIT-4、友部正人、BLACK BOTTOM BRASS BAND、ホフディラン、李博士、フラワーカンパニーズ、ばるぼら、少年ナイフ、マグースイム、新大久保ジェントルメン、LIVE! LAUGH!、ほろほろ鳥、ドーナル・ラニー、アンディ・アーヴァイン、OVERGROUND ACOUSTIC UNDERGROUND、ガガガSP、浅草ジンタなどが出演している。
近年は、ソウル・フラワー・ユニオンのワンマンであることが多く、代表曲中心のセット・リストになる。